# Kavich Neang
Kavich Neang (ur. 1987 w Phnom Penh) – kambodżański reżyser, scenarzysta i producent filmowy.
Jego dwa pierwsze filmy, krótkometrażowy A Scale Boy (2011) i dokumentalny Where I Go (2013), wyprodukował wybitny twórca kina kambodżańskiego Rithy Panh. Neang jest autorem autobiograficznego dramatu Biały budynek (2021), opowiadającego o zburzeniu tytułowego budynku w Phnom Penh i konsekwencjach tego dla jego mieszkańców. Film startował w sekcji „Horyzonty” na 78. MFF w Wenecji; był również oficjalnym reprezentantem Kambodży zgłoszonym do rywalizacji o Oscara dla najlepszego filmu nieanglojęzycznego.